# ألكساندر أكسينين
الكساندر أكسينين (بالأوكرانية: Олександр Аксінін)، (2 أكتوبر 1949 - 3 مايو 1985) رسام جرافيك سوفيتي.

## النشأة والتعليم
ألكسندر أكسينين أبن رسام الخرائط العسكري دميتري أكسينين، والدتة مسؤولة السكك الحديدية لودميلا أكسينينا، تخرج عام 1972 من المعهد الأوكراني للطباعة حيث تخصص في فنون الجرافيك.

## الحياة المهنية
من عام 1972 إلى 1977 ، عمل أكسينين كمحرر فني في دار نشر ، وخدم في الجيش السوفيتي ثم عمل كمصمم فني في مكتب تصميم، بعد عام 1977 ، ركز بالكامل على الاعمال الفنية ، ولا سيما في مجالات الرسومات المطبوعة والمرسومة. أقيمت معارض أكسينين الفردية في تالين، إستونيا (1979 ، 1986) و لودز ، بولندا (1981 ، 1985) ، وارسو (1984) ، لفيف (1987) وغيرها. كما شارك في العديد من المعارض الجماعية في الاتحاد السوفيتي والخارج.